# Жіноча юніорська збірна Франції з хокею із шайбою
Жіноча юніорська збірна Франції з хокею із шайбою — національна жіноча юніорська команда Франції з хокею із шайбою, що представляє країну на міжнародних змаганнях. Управління збірною здійснюється Французькою хокейною федерацію.

## Виступи на чемпіонатах світу
| Рік  | І  | В  | П  | Н | ШЗ | ШП | О  | Місце                               |
| ---- | -- | -- | -- | - | -- | -- | -- | ----------------------------------- |
| 2009 | 4  | 3^ | 1  | 0 | 9  | 7  | 8  | 2 місце (Дивізіон І)                |
| 2010 | 5  | 4  | 1  | 0 | 16 | 15 | 12 | 2 місце (Дивізіон І)                |
| 2011 | 5  | 1  | 4  | 0 | 5  | 25 | 3  | 5 місце (Дивізіон І)                |
| 2012 | 5  | 2  | 3  | 0 | 10 | 9  | 6  | 5 місце (Дивізіон І - кваліфікація) |
| 2013 | 10 | 7  | 3  | 0 | 23 | 25 | 14 | 3 місце (Дивізіон І)                |
| 2014 | 5  | 4^ | 1  | 0 | 16 | 10 | 11 | 2 місце (Дивізіон І)                |
| 2015 | 5  | 5^ | 0  | 0 | 21 | 9  | 14 | 1 місце (Дивізіон І)                |
| 2016 | 5  | 0  | 5  | 0 | 2  | 31 | 0  | 8 місце (Топ-дивізіон)              |
| 2017 | 5  | 0  | 5* | 0 | 7  | 18 | 1  | 6 місце (Дивізіон ІА)               |
| 2018 | 5  | 4  | 1  | 0 | 7  | 16 | 6  | 2 місце (Дивізіон ІВ)               |
| 2019 | 5  | 4  | 1* | 0 | 18 | 2  | 13 | 1 місце (Дивізіон ІВ)               |
| 2020 | 5  | 2  | 3  | 0 | 5  | 16 | 6  | 4 місце (Дивізіон ІА)               |
| 2022 | 4  | 3^ | 1  | 0 | 9  | 9  | 8  | 2 місце (Дивізіон ІА)               |
| 2023 | 5  | 3^ | 2* | 0 | 11 | 8  | 8  | 3 місце (Дивізіон ІА)               |
| 2024 | 5  | 1  | 4  | 0 | 8  | 14 | 3  | 5 місце (Дивізіон ІА)               |
| 2025 | 5  | 1  | 4* | 0 | 10 | 16 | 4  | 5 місце (Дивізіон ІА)               |

^Включає в себе перемогу в додатковий час

*Включає в себе поразку в додатковий час